# 郭镇
郭镇，是中华人民共和国陕西省汉中市略阳县下辖的一个乡镇级行政单位。

## 行政区划
郭镇下辖以下地区：
郭镇社区、街村、吴家河村、大石湾村、干河坝村、寺沟村、铧厂沟村、杨家岭村、坪沟村、银杏沟村、三岔林村、木瓜院村、大草坝村、西沟村、谭家庄村和北河沟村。